# Coupe de l'EHF masculine 1993-1994
Navigation
Coupe de l'IHF 1992-1993 Coupe de l'EHF 1994-1995
La Coupe de l'EHF 1993-1994 est la 13e édition de la Coupe de l'EHF masculine.
Organisée pour la première fois par la Fédération européenne de handball (EHF), la compétition est ouverte à 31 clubs de handball d'associations membres de l'EHF. Ces clubs sont qualifiés en fonction de leurs résultats dans leur pays d'origine lors de la saison 1992-1993. Les douze éditions précédentes étaient organisées par la Fédération internationale de handball (IHF).
Elle est remportée par le club espagnol du CBM Alzira Avidesa, vainqueur en finale du club autrichien du ASKÖ Linde Linz,.

## Résultats

### Seizièmes de finale
| Équipe 1               | Score   | Équipe 2             | Aller | Retour |
| ---------------------- | ------- | -------------------- | ----- | ------ |
| CBM Alzira Avidesa     | 50 – 41 | Dukla Prague         | 31-20 | 19-21  |
| Sporting Neerpelt      | 35 – 35 | RK Sisak             | 17-22 | 18-13  |
| IF Urædd Porsgrunn     | 42 – 57 | Petrochemia Płock    | 24-23 | 18-34  |
| IFK Skövde HK          | 41 – 38 | HK Dio Riga          | 19-18 | 22-20  |
| Kadetten Schaffhausen  | 35 – 38 | Elgorriaga Bidasoa   | 17-16 | 18-22  |
| Virum Sorgenfri        | 40 – 42 | IR Reykjavik         | 21-19 | 19-23  |
| RK Prilep              | 38 – 41 | Andor Jadran Kozina  | 22-21 | 16-20  |
| CSKA Moscou            | 48 – 28 | CC Ortigia Siracusa  | 27-16 | 21-12  |
| Filippos Verias        | 41 – 44 | SKA Kiev             | 22-21 | 19-23  |
| Emmen en Omgeving      | 45 – 46 | ŠKP Bratislava       | 21-23 | 24-23  |
| Steaua Bucarest        | 56 – 34 | HC Berchem           | 29-19 | 27-15  |
| Os Belenenses Lisbonne | 34 – 58 | Elektromos Budapest  | 18-29 | 16-29  |
| Montpellier Handball   | 68 – 35 | HC Mamuli Tbilissi   | 35-17 | 33-18  |
| AEL Limassol           | forfait | Viimsi Tallinn       | /     | /      |
| ASKÖ Linde Linz        | 56 – 30 | Beşiktaş JK Istanbul | 24-09 | 32-21  |

Le club allemand du TV Niederwürzbach est exempté de ce tour

### Huitièmes de finale
| Équipe 1            | Score   | Équipe 2             | Aller | Retour |
| ------------------- | ------- | -------------------- | ----- | ------ |
| RK Sisak            | 37 – 61 | CBM Alzira Avidesa   | 20-30 | 17-31  |
| Petrochemia Płock   | 48 – 46 | IFK Skövde HK        | 26-22 | 22-24  |
| Elgorriaga Bidasoa  | 51 – 30 | IR Reykjavik         | 28-11 | 23-19  |
| Andor Jadran Kozina | 43 – 64 | TV Niederwürzbach    | 22-25 | 21-39  |
| SKA Kiev            | 38 – 37 | CSKA Moscou          | 21-16 | 17-21  |
| ŠKP Bratislava      | 47 – 52 | Steaua Bucarest      | 25-22 | 22-30  |
| Elektromos Budapest | 37 – 34 | Montpellier Handball | 19-17 | 18-17  |
| AEL Limassol        | forfait | ASKÖ Linde Linz      | /     | /      |

### Quarts de finale
| Équipe 1            | Score   | Équipe 2           | Aller | Retour |
| ------------------- | ------- | ------------------ | ----- | ------ |
| Petrochemia Płock   | 48 – 52 | CBM Alzira Avidesa | 24-22 | 24-30  |
| Elgorriaga Bidasoa  | 51 – 43 | TV Niederwürzbach  | 25-20 | 26-23  |
| SKA Kiev            | 38 – 51 | Steaua Bucarest    | 23-23 | 15-28  |
| Elektromos Budapest | 42 – 46 | ASKÖ Linde Linz    | 23-22 | 19-24  |

### Demi-finales
| Équipe 1           | Score   | Équipe 2           | Aller | Retour |
| ------------------ | ------- | ------------------ | ----- | ------ |
| Elgorriaga Bidasoa | 38 – 44 | CBM Alzira Avidesa | 18-18 | 20-26  |
| Steaua Bucarest    | 44 – 59 | ASKÖ Linde Linz    | 23-38 | 21-21  |

### Finale
| Équipe 1           | Score   | Équipe 2        | Aller | Retour |
| ------------------ | ------- | --------------- | ----- | ------ |
| CBM Alzira Avidesa | 44 – 41 | ASKÖ Linde Linz | 23-19 | 21-22  |

## Les champions d'Europe
| Vainqueur de la Coupe de l'EHF 1993-1994 CBM Alzira Avidesa 1er titre |

L'effectif du CBM Alzira Avidesa était :
| Gardiens de but - José Antonio Peg - Jaume Fort Arrières - Juan Francisco Alemany - Emilio Hernández - Marian Dumitru - Júlíus Jónasson | Demi-centres - Salvador Esquer - Ricardo Marín Ailiers - Francisco Otero - Enrique Andreu - Juan José Panadero - Aleix Franch | Pivots - Juan Selma - Geir Sveinsson Entraîneur - Francisco Javier Claver |